# 3223 Forsius
3223 Forsius (1942 RN) là một tiểu hành tinh vành đai chính được phát hiện ngày 7 tháng 9 năm 1942 bởi Vaisala, Y. ở Turku.